# Formulă
În știință, o formulă este un mod simbolic și concis de a exprima informație, ca în cazul formulelor matematice sau chimice.

## În matematică
În matematică o formulă este o relație de egalitate sau inegalitate între expresii algebrice. Acestea pot conține mărimi fizice (legi fizice sau enunțuri derivate din definiții ale unor mărimi fizice) sau economice (de exemplu formule economice (economia afacerilor), formule economice (microeconomie), formule economice (logistică), etc).